# Брейкбіт
Брейкбіт (англ. Breakbeat) — стиль електронної музики, що характеризується барабанною партією з ламаним ритмом, або ж безпосередньо самі ці барабанні партії. «Ломаність» ритму досягається шляхом зсуву сильних долей такту на слабкі (синкопи) або ж внаслідок одночасного сполучення двох і більше незалежних ритмів (поліритмія). Брейкбіт може мати як регулярну структуру, коли постійно використовується той самий ритмічний малюнок (брейк), так і нерегулярну, зі сполученням різних ритмічних малюнків. Звичайно брейки семплюются зі старих записів фанка й диско або створюються на драм-машинах.

## Історія
Основоположником ідеології брейкбіту можна вважати американця ямайського походження, хіп-хоп-діджея Kool Herc, який в 1970-х роках першим почав використати брейки із записів фанка як ритмічну основу для репа. Він брав дві однакові платівки з необхідним барабанним програшем, і заводячи їх почергово створював безперервний ритм. Одним з найвідоміших брейків з того часу і дотепер є Амен-брейк, що одержав назву від треку Amen, Brother фанк-гурту The Winstons, звідки був запозичений.
В 1980-х американські ді-джеї починають змішувати в одному діджей-сеті хіп-хоп-ритми з хаусом і техно, одержуючи в такий спосіб щось подібне до електронного брейкбіту. З початку 1990-х у Великій Британії починають писати швидкі (до 150—170 bpm) композиції з уже впровадженими брейками, а незабаром лише з одних брейків як ритмічної основи. Цей напрямок отримав назву хардкор, найвідомішими представниками якого стали The Prodigy, Altern-8, 2 Bad Mice та інші. У 1992 році хардкор розгалужується на безліч стилів, серед яких драм-енд-бейс, що характеризується складністю барабанних партій.
Серед інших стилів, в основі яких є брейкбіт, можна виділити нью-скул-брейкс (Nuskool Breaks — Adam Freeland, Aquasky, The Plump DJs}}, Tipper), тустеп-герідж (Artful Dodger, MJ Cole, Zed Bias), брейккор (Venetian Snares, Shitmat), брейкстеп (DJ Zinc), даунбіт (Amon Tobin, Portishead, Thievery Corporation), брокен-біт (Bugz in the Attic, Seiji), грайм (Terror Danjah), Ragga Breaks, Electro Breaks, Hardcore Breaks, Progressive Breaks та інші.

## Сучасний термін
«Брейкбіт» часто служить синонімом музики зі значним акцентом на брейкбіт-партії й темпом до 150 ударів на хвилину, зокрема нью-скул-брейкс та його подальші різновиди, біг-біт (The Prodigy, The Chemical Brothers, The Crystal Method, Fatboy Slim), Propellerheads тощо.

## Відомі записи
- "Amidst the Raindrops"ⓘ — фрагмент повільної прогресив-брейк музики.
- Experience[en] — The Prodigy (1992)
- Music for the Jilted Generation — The Prodigy (1994)
- Dig Your Own Hole — The Chemical Brothers (1997)
- You've Come a Long Way, Baby — Fatboy Slim (1998)
- Wider Angle[en] — Hybrid[en] (2000)